# Tabla
La tabla (in hindī: तबला, tablā) è uno strumento a percussione originario del subcontinente indiano (India, Pakistan e Bangladesh) costituito da una coppia di piccoli tamburi, uno solitamente di legno e l'altro di metallo o argilla, sui quali è tesa mediante legacci di cuoio la membrana in pelle, la cui tensione si può modificare per mezzo di cilindretti o tasselli di legno collocati tra il fusto e i legacci.
La membrana di pelle è dotata al centro di un cerchio di pasta nera (syahi), grazie al quale è possibile influenzarne l'intonazione e generare toni caratteristici. La tabla è utilizzata nella musica indiana, sia classica che popolare e religiosa ma anche nella musica occidentale moderna di colorazione etnica (p.e. nella cosiddetta world music).
L'origine indiana dello strumento, sviluppato a partire dalle epoche dei Veda e Upanishad, è testimoniata da varie sculture presenti in molti templi indiani, come nelle grotte di Bhaja nello stato del Maharashtra risalenti al 200 a.C., o su un intaglio del XII secolo nei templi di Hoysala in Karnataka, dove viene mostrata una donna che suona la tabla durante una danza.

## Caratteristiche
La tabla è uno strumento composto di solito da due corpi di forme e dimensioni diverse, ed è suonato con le mani con una raffinata tecnica di dita. Al centro della membrana i due corpi sono dotati di un cerchio di pasta nera (syahi) composta da riso bollito, polvere di manganese e limatura di ferro, che danno ai tamburi la loro caratteristica risonanza. Il tamburo più grande, di sonorità bassa (bhayan o dugg), è suonato normalmente con la mano sinistra, mentre il più piccolo di sonorità alta (dhayan o tabla) con la destra. Il dhayan ha una pelle centrale con una corona esterna e il syahi al centro, mentre nel bhayan il syahi non è perfettamente centrato sulla pelle, questo per consentire maggior estensione; grazie a queste particolarità si possono ottenere numerose sonorità creando un gioco timbrico particolare. Le strutture ritmiche (Tala) della musica classica indiana sono complesse e vengono trasmesse e insegnate oralmente con una sillabazione ad imitazione dei vari suoni ottenuti con la tabla (Bol), ecco alcuni esempi:
- Dha: suono scuro: bhayan insieme a dhayan
- Dhin: suono semi scuro bhayan insieme a dhayan
- Ta: suono chiaro (come dha ma suonato senza bhayan)
- Tin: suono chiaro solo dhayan
- Ti: suono secco al centro del dhayan